# Eugen Heinrich Schmitt
Eugen Heinrich Schmitt (* 5. November 1851 in Znaim, Kaisertum Österreich; † 14. September 1916 in Berlin) war ein pazifistischer und antiklerikaler Philosoph und Publizist.

## Leben
Eugen Heinrich Schmitt wurde als Sohn eines Kapitäns der Gemeinsamen Armee in Znaim geboren. Sein Vater war in Klosterneuburg stationiert. Nach dem Tod des Vaters zog die Familie nach Sombor, dem Heimatort von Schmitts Mutter, wo sie unter ärmlichen Verhältnissen lebte. 1870 legte Schmitt in Szabadka das Abitur ab. Danach trat er in die Armee ein und diente kurze Zeit als Offizier. Später war er als Kanzleischreiber für das Komitat Bács-Bodrog in Sombor tätig. Er eignete sich autodidaktisch Kenntnisse in Philosophie an und studierte das Fach dann in Budapest. 1888 wurde er promoviert. Erste Aufsätze publizierte er unter dem Pseudonym Eugen Bulla um 1880 in der Zeitschrift Die Neue Gesellschaft. Von 1890 bis 1896 war er Bibliothekar im Justizministerium in Budapest. 
Schmitt wandte sich der Gnosis zu und gründete 1894 in Leipzig die Zeitschrift Die Religion des Geistes, die bis 1896 erschien und zu deren Autoren Leo Tolstoi zählte. 1896 verzichtete er aus Gewissensgründen auf die Stelle und den Pensionsanspruch. Ab 1897 war er in Budapest Herausgeber der zweisprachigen deutsch-ungarischen anarchistischen Zeitschrift Ohne Staat. Organ der idealistischen Anarchisten, eines Wochenblatts, das bis circa 1899 erschien. Außerdem setzte er sich für die ungarische agrarsozialistische Bewegung ein. Weil er dadurch einen Bauernaufstand mit inspiriert hatte, musste er 1908 aus Österreich flüchten. 
Im Berliner Kreis der Neuen Gemeinschaft um den Anarchisten Gustav Landauer fand er eine neue Heimat. Sein restliches Leben verbrachte er als Privatgelehrter und Kämpfer für seine Ideen, zu denen neben dem Anarchismus insbesondere das Ideal der Gewaltlosigkeit zählte. Da er seine anarchistischen Ansichten offensiv vertrat, wurde er wiederholt vor Gericht gestellt. Als Angeklagter trat er provozierend auf und erregte damit Aufsehen. Die Prozesse endeten mit Freispruch.

## Denken
Schmitt ging ursprünglich von Ideen Hegels und Feuerbachs aus. Später entwickelte er, an die antike Gnosis anknüpfend, eine eigene religiöse Philosophie („Neugnosis“), die er in zahlreichen Werken darlegte. Er forderte die „Reinigung und Verinnerlichung des Gottesbegriffs“, in der er eine Hauptaufgabe seiner Zeit sah. Davon erhoffte er die Schaffung der „religiösen Grundlagen einer edleren Sittlichkeit der Zukunft“. Mit radikaler Konsequenz vertrat er sein Konzept der Gewaltlosigkeit und forderte zum Ungehorsam gegenüber staatlichen und kirchlichen Machtansprüchen auf. Dabei ermutigte ihn die grundsätzliche Zustimmung von Tolstoi, mit dem er in brieflichem Gedankenaustausch stand. Mit Tolstoi verband ihn neben dem Ideal der Gewaltlosigkeit und christlichem Gedankengut auch eine besondere Wertschätzung des Bauerntums.

## Rezeption
Rudolf Steiner äußerte sich anerkennend über Schmitts Nietzsche-Monographie; in einer Rezension unter dem Titel Ein wirklicher Jünger Zarathustras zählte er das Buch „zu den glänzendsten Morgensternen auf dem Himmel der modernen Gedankenwelt“. Christian Morgenstern sah seine eigene religiöse Auffassung in Schmitts Gnosis bestätigt. Er schrieb in einem Brief vom 14. Juli 1908 an Friedrich Kayssler, das Werk sei „die neueste (aber sicherlich nicht beste) Darstellung der gnostischen Ideen“; es biete „eine Fülle von anregenden und unerwarteten Mitteilungen und Zitaten“ – „Nur trägt eben kein Gelehrter vor, sondern ein Apostel.“ 
Bedeutenden Einfluss hatte Schmitt auf Anarchisten wie Pierre Ramus und Robert Bodanzky und über seinen Mitarbeiter, den Arzt und Tolstoianer Albert Škarvan, auch auf den Dichter und Mitgründer des Monte Verità Gusto Gräser. Stark von Schmitts Gedankengut beeindruckt war auch der Dirigent Hermann Scherchen, wie aus seinen Briefen hervorgeht. Er rühmte Schmitts „ungeheure Geistestat“, die dazu führe, dass der Mensch das „Bewusstsein seiner Unendlichkeit“ erlange und dann „nie mehr stumpf funktionieren“ könne.

## Schriften
- Das Geheimnis der Hegelschen Dialektik, beleuchtet vom concret-sinnlichen Standpunkte. Peffer, Halle 1888.
- Michelet und das Geheimnis der Hegelschen Dialektik. Koenitzer, Frankfurt am Main 1888.
- Die Religion des Geistes. Leipzig 1892.
- Friedrich Nietzsche an der Grenzscheide zweier Weltalter. Leipzig 1898.
- Leo Tolstoi und seine Bedeutung für unsere Kultur. Diederichs, Leipzig 1901.
- Die Kulturbedingungen der christlichen Dogmen und unsere Zeit. Diederichs, Leipzig 1901.
- Die Gnosis. Grundlagen der Weltanschauung einer edleren Kultur. 2 Bände, Scientia, Aalen 1968, OCLC 256780938 (Nachdruck der Ausgabe Diederichs, Leipzig 1903/1907)
- Der Idealstaat (= Kulturprobleme der Gegenwart, Band 8). Räde, Berlin 1904.
- Kritik der Philosophie vom Standpunkt der intuitiven Erkenntnis. Eckardt, Leipzig 1908.
- Ibsen als Prophet. Grundgedanken zu einer neuen Ästhetik. Eckardt, Leipzig 1908.
- Die positiv-wissenschaftliche Weltanschauung der Zukunft angesichts der Umwälzung der modernen Physik (= Flugschriften, Heft 1). Gemeinschaft der Gnostiker, Berlin 1909.
- Was ist Gnosis? (= Flugschriften, Heft 2). Gemeinschaft der Gnostiker, Berlin 1912.
- Friedensidee und Geistesfortschritt. Aus dem Nachlass (= Veröffentlichungen des Schmitt-Archivs, Heft 1). Renaissance, Berlin 1919.
- Gottesdienst oder Satansdienst? Ein Wort an das Gewissen der Zeit. Elischer, Leipzig 1920.
- Dante. Göttliche Komödie im Lichte der intuitiven Erkenntnis. Twardy, Berlin 1921 (Vortrag von 1912)